# 福岡銀行
福岡銀行（日语：／ Fukuoka ginko）是一家總部位於日本福岡縣福岡市中央區的地方銀行。簡稱「福銀」。福岡銀行是金融控股公司福岡金融集團公司的全資子公司，也是福岡縣內4家地方銀行之中唯一前身是國立銀行的銀行，前身是第十七銀行。福岡銀行是日本規模最大的地方銀行之一。
福岡銀行現有的總部建築由建築家黑川紀章設計。

## 外部連結
- https://www.fukuokabank.co.jp/ （页面存档备份，存于）